# Trixi
A Trixi női név a Beatrix becenevéből önállósult.

## Rokon nevek
Bea, Beatrix

## Gyakorisága
Az újszülötteknek adott nevek körében az 1990-es években szórványosan fordult elő. A 2000-es és a 2010-es években sem szerepelt a 100 leggyakrabban adott női név között.
A teljes népességre vonatkozóan a Trixi sem a 2000-es, sem a 2010-es években nem szerepelt a 100 leggyakrabban viselt női név között.

## Névnapok
január 18., július 29., augusztus 29., október 14.

## Híres Trixik
- Teremi Trixi színésznő